# EML Olev
Az EML Olev az Észt Haditengerészet német gyártmányú, Frauenlob-osztályú aknakereső hajója, amely aknarakó képességekkel is rendelkezik. 1995-ig a Német Haditengerészet állományában szolgált Diana néven, M2664 hadrendi jelzéssel. 1997-től teljesít szolgálatot az Észt Haditengerészetnél M415 hadrendi jelzéssel.

## Története
A hajót a németországi Rendsburgban, a Kröger-Werft hajógyárban építették az 1960-as évek közepén a Frauenlob-osztály tagjaként. 1966. december 13-án bocsátották vízre, majd a következő évben, 1967. szeptember 21-én állították hadrendbe a Német Haditengerészetnél Diana néven, M2664 hadrendi számmal.
A Német Haditengerészetnél a Frauenlob-osztály több tagjával együtt az 1990-es évek közepén vonták ki. A Diana 1995. február 25-én fejezte be szolgálatát a német flottánál. Ezt követően két másik testvérhajójával, a Minerva és az Undine nevű egységekkel Észtországnak ajándékozták. A hajót felújítás után, 1997. szeptember 5-én Olev néven, M 415 hadrendi jelzéssel állították szolgálatba az Észt Haditengerészetnél, ahol az Aknakereső Hadosztály kötelékében tevékenykedik. (A Minerva EML Kalev, az Undine EML Vaindlo néven állt szolgálatba Észtországban.) A hajó részt vesz a balti államok közös aknakereső egységének, a BALTRON-nak a munkájában.
2003-ban a hajónak Paldiski város címerét ajándékozták, a várossal között megállapodás alapján a hajó a külföldi kikötőkben Paldiskit is képviseli.

## Jellemzői
A hajó akusztikus, mágneses és mechanikus ráhatású vontatott aknamentesítő eszközökkel az aknák megsemmisítéséhez. Az aknakereséshez két francia gyártmányú, PAP Mk.5 típusú távirányítású aknakereső tengeralattjárót is hordoz. Fegyverzetét forgatható toronyba épített, egy darab 40 mm-es, L70 kaliberhosszúságú Bofors automata ágyú és két 12,7 mm-es Browning géppuska alkotja. A hajó aknatelepítő képességekkel is rendelkezik.